# Йозеф Шнайдер
Йозеф «Пепі» Шнайдер (нім. Josef Schneider, нар. 1901 — пом. 1972) — австрійський футболіст, що грав на позиції півзахисника. По завершенні ігрової кар'єри — футбольний тренер. Виступав, зокрема, за клуби «Вінер Атлетік» та «Хунгарію», а також національну збірну Австрії. Чемпіон Угорщини і володар Кубка Швейцарії. 

## Клубна кар'єра
У дорослому футболі дебютував 1919 року виступами за команду клубу «Вінер АФ», в якій провів один сезон, взявши участь лише у 5 матчах чемпіонату. 
Протягом 1921—1922 років захищав кольори клубу «Ферст Вієнна», після чого перейшов до складу іншого столичного клубу «Вінер Атлетік», Відіграв за віденську команду наступні п'ять сезонів своєї ігрової кар'єри, один з яких (1923/24) команда провела у другому дивізіоні. У складі «Вінер АК» був одним з ключових гравців, викликався до збірної, немало забивав, як для півзахисника. Найвищого результату команда досягла у 1925 році — 5 місце. 
Наступні два сезони Шнайдер провів в Угорщині у складі клубу «Хунгарія« (Будапешт). Був твердим гравцем основи, а команда спочатку завоювала друге місце, а в наступному сезоні — перше. В переможному сезоні Шнайдер відіграв 20 матчів і забив 1 гол. Головними зірками тієї команди були знані в усій футбольній Європі Дьюла Манді, Ференц Хірзер, Дьордь Мольнар, Єньо Кальмар, Габор Клебер та інші. Також у 1927 – 1929 роках Йозеф зіграв 6 матчів у Кубку Мітропи, престижному міжнародному турнірі для найсильніших команд центральної Європи.  
Наступні роки провів у США в клубах «Нью-Йорк Хакоах» і «Бруклін Вондерерз». На той час у США уже кілька років існував достатньо сильний професіональний чемпіонат. В сезоні 1930 (осінь) Шнайдер у 26 матчах забив 11 м'ячів, посівши восьме місце у списку бомбардирів сезону. Успішними для гравця видались роки у складі швейцарського «Грассгоппера», з яким він виборов титул володаря Кубка Швейцарії у 1932 році, а також став фіналістом у 1933 році.
1933 року уклав контракт з клубом «Ренн», у складі якого провів наступні три роки своєї кар'єри гравця. Протягом 1936—1937 років захищав кольори команди «Гавр». Завершив професійну ігрову кар'єру у клубі «Олімпік» (Алес), за команду якого виступав протягом 1937—1938 років.

## Виступи за збірну
5 липня 1925 року дебютував в офіційних матчах у складі національної збірної Австрії у грі проти Швеції (4:2). Протягом трьох років провів у формі головної команди країни 11 матчів. Після переїзду за кордон перестав викликатися у збірну. 

## Кар'єра тренера
Розпочав тренерську кар'єру, ще продовжуючи грати на полі, 1933 року, очоливши тренерський штаб клубу «Ренн».
В подальшому очолював команди клубів «Гавр» та «Олімпік» (Алес), де також був граючим тренером.
Останнім місцем тренерської роботи Шнайдера був клуб «Аустрія» (Відень), команду якого Йозеф Шнайдер очолював як головний тренер у 1939—1940 роках.

## Титули і досягнення
- Чемпіон Угорщини: 1928–29
- Срібний призер Чемпіонату Угорщини: 1930–31
- Володар Кубка Швейцарії: 1932